# NGC 288
NGC 288 o Melotte 3 es un cúmulo globular qué se ubica en la constelación de Escultor.
Su apariencia visual fue descrita por el astrónomo John Dreyer en el año de 1888 como un cúmulo globular.
Se encuentra a unos 1,8° al sureste de la galaxia NGC 253, a 37° al noreste del Polo Sur Galáctico, a 15′ al sureste de una estrella de magnitud 9.0, y está rodeada por una cadena semicircular de estrellas que se abre en su lado suroeste, tiene un diámetro de 109 años luz, es de clase X y tiene una edad de 11 mil millones de años.
El cúmulo globular se puede observar a través de binoculares, tiene una magnitud visual de 13.8, una masa de 48000 soles, una asensión recta de 00h 52m 45s, una declinación de - 26° 34' 57.4" y una dimensión aparente de 13.00 X 13.00.
No está muy concentrado y tiene un núcleo grande, denso y bien resuelto de 3' que está rodeado por un anillo de 9′ de diámetro mucho más difuso e irregular.
Los miembros periféricos se extienden más hacia el sur y  más especialmente hacia el suroeste.